# Haemaphysalis silvafelis
Haemaphysalis silvafelis är en fästingart som beskrevs av Harry Hoogstraal och Harold Trapido 1963. Haemaphysalis silvafelis ingår i släktet Haemaphysalis och familjen hårda fästingar. Inga underarter finns listade i Catalogue of Life.